# Исангула, Макойе
Макойе Исангула (суахили Makoye Isangula; род. 13 августа 1964) — танзанийский боксёр, представитель средней весовой категории. Выступал за сборную Танзании по боксу в начале 1990-х годов, чемпион Всеафриканских игр в Каире, участник летних Олимпийских игр в Барселоне.

## Биография
Макойе Исангула родился 13 августа 1964 года.
Первого серьёзного успеха на взрослом международном уровне добился в сезоне 1991 года, когда вошёл в основной состав танзанийской национальной сборной и побывал на Всеафриканских играх в Каире, откуда привёз награду золотого достоинства, выигранную в зачёте средней весовой категории — одолел здесь всех своих оппонентов, в том числе в решающем финальном поединке по очкам взял верх над алжирцем Ахмедом Дине.
Благодаря череде удачных выступлений удостоился права защищать честь страны на летних Олимпийских играх 1992 года в Барселоне — в категории до 75 кг благополучно прошёл первого соперника по турнирной сетке, тогда как в во втором бою на стадии 1/8 финала со счётом 6:13 потерпел поражение от представителя Индонезии Альберта Папилайя и выбыл из дальнейшей борьбы за медали. Также в этом сезоне отметился выступлением на чемпионате Международного совета военного спорта в Дании, где уже на предварительном этапе среднего веса был остановлен немцем Марцелем Беллаком.
Впоследствии не показывал сколько-нибудь значимых результатов на международной арене.